# تریگرانیت
تریگرانیت (انگلیسی: TriGranit) شرکت املاک و مستغلات مجارستانی است، که در سال ۱۹۹۷ تأسیس شد.